# Clossiana transversata
Clossiana transversata är en fjärilsart som beskrevs av Henrik H. Bruun och Schantz 1950. Clossiana transversata ingår i släktet Clossiana och familjen praktfjärilar. Inga underarter finns listade i Catalogue of Life.